# Храбровский сельсовет (Коммунистический район)
Храбровский сельсовет — упразднённая административно-территориальная единица, существовавшая на территории Московской губернии и Московской области до 1954 года.
Храбровский сельсовет был образован в первые годы советской власти. По данным 1918 года он входил в состав Обольяновской волости Дмитровского уезда Московской губернии.
В 1921 году к Храбровскому с/с был присоединён Селивановский с/с.
В декабре 1926 года из Храбровского с/с был выделен Путятинский с/с.
По данным 1926 года в состав сельсовета входили село Храброво, деревни Ивлево, Путятино, Селиваново, Стигарево, Ярцево и совхоз Заглядово.
В 1929 году Храбровский с/с был отнесён к Дмитровскому району Московского округа Московской области. При этом к нему был присоединён Путятинский с/с.
27 февраля 1935 года Храбровский с/с был передан в Коммунистический район.
14 июня 1954 года Храбровский с/с был упразднён. При этом его территория была передана в Подъячевский с/с.